# 時宜
時宜（じぎ）とは、古代・中世より用いられた政治用語の1つ。
もとは、2つの意味で用いられた。1つは「その時々に応じた」を意味する漢語であり、例えば弘仁格式の序に「上遵叡旨 下考時宜」とあるように、その時々において臨機応変に対応する意味をもって用いられた。もう1つは元は時議と表し、「（時の）権力者の意思・意向」を意味している。“時”をその時に支配する権力者の意味で用いる例は王朝文学にも見られ、“議”は会議ではなく意見を意味する言葉である。
それが、院政期以後になると2つの意味が混同されて用いられるようになる。『法曹至要鈔』によれば、「随時而制宜（時に随って宜しきを制す）」のは国君である治天の君の職権であり、「須仰勅定（須（すべから）く勅定を仰ぐ）」のが「法曹之庭訓」であると説いている。すなわち、権力者である治天の君がその時々の状況に応じた政治的判断を下し、文武百官はその意向に従うものだという当時の政治思想の反映があったと考えられている。このため、「時宜」と「時議」が混用して用いられることがしばしば発生するようになる。室町時代に入ると、表記も「時宜」に統一されるようになった。
なお、江戸時代以後に発生する「辞儀」という言葉の由来を「時宜」に求める説がある。